# روبرت ستيفان
روبرت ستيفان (بالإنجليزية: Robert Stephan)‏ هو محامي أمريكي، ولد في 16 يناير 1933 في ويتشيتا في الولايات المتحدة.